# Het Huis Anubis
Het Huis Anubis è una serie televisiva belga-olandese creata da Studio 100 e Nickelodeon. È stata trasmessa dal settembre 2006 al dicembre 2009. La serie è stata un grande successo nel Benelux nonostante le prime due stagioni siano state realizzate con un budget molto basso.

## Trama
In un edificio del 1900 otto ragazzi vivono sotto il rigido controllo del custode Victor. Quando Nienke giunge nella casa, un'altra residente, Joyce, scompare senza lasciare traccia.
La migliore amica di Joyce, Patricia, non fidandosi di Nienke la rinchiude per una notte intera nella soffitta. Qui Nienke trova il diario registrato su nastro di Sarah, una ragazzina che visse nella casa molti anni prima i cui genitori, due archeologi in Egitto, morirono per cause misteriose. Sui nastri viene rivelato che la casa ha una storia segreta ed un mistero di cui nessuno è a conoscenza. 

## Personaggi

### Personaggi principali(Residents)
| Personaggi (nome olandese) | Attore/Attrice        | Episodi                                    | Run                          |
| -------------------------- | --------------------- | ------------------------------------------ | ---------------------------- |
| Nienke Martens             | Loek Beernink         | 1-404, Anubis en de Terugkeer van Sibuna   | 2006–2009, 2010¹             |
| Amber Rosenbergh           | Iris Hesseling        | 1-404, Anubis en de Terugkeer van Sibuna   | 2006–2009, 2010¹             |
| Fabian Ruitenburg          | Lucien van Geffen     | 2-404, Anubis en de Terugkeer van Sibuna   | 2006–2009, 2010¹             |
| Mick Zeelenberg            | Vincent Banic         | 1-404                                      | 2006–2009¹                   |
| Mara Sabri                 | Liliana de Vries      | 1-147                                      | 2006-2007                    |
| Appie Tayibi               | Achmed Akkabi         | 1-290                                      | 2006-2008²                   |
| Appie Tayibi               | Kevin Wekker          | 290-404, Anubis en de Terugkeer van Sibuna | 2008-2010³                   |
| Jeroen Cornelissen         | Sven de Wijn          | 2-404, Anubis en de Terugkeer van Sibuna   | 2006–2009, 2010¹             |
| Victor Emanuel Rodenmaar   | Walter Crommelin      | 1-231, 233-350, 355-400, 404               | 2006–2009¹                   |
| Joyce van Bodegraven       | Marieke Westenenk     | 59-63, 75, 118, 124-370                    | 2006(guest star), 2007-2009² |
| Noa van Rijn               | Gamze Tazim           | 147-404                                    | 2007-2009³                   |
| Danny Rodenmaar            | Patrick Wessels       | 370-404                                    | 2009³                        |
| Sofie Rodenmaar            | Claartje Janse        | 376-404                                    | 2009³                        |
| Patricia Soeters           | Vreneli van Helbergen | 1-370                                      | 2006–2009                    |

¹  Personaggio che appare nell'intera serie. 
² Personaggio che ha lasciato la serie prima della sua fine. 
³ Personaggio che è apparso nel corso della serie. 

### Personaggi secondari
| Personaggi (nome olandese)   | Attore/Attrice       | Run                  | Stagioni (S) |
| ---------------------------- | -------------------- | -------------------- | ------------ |
| Jason Winker                 | Curt Fortin          | 2006–2007            | S1-S2        |
| Yasmine Sabri                | Inge de Vries        | 2007                 | S2           |
| Esther Verlinden             | Karen Damen          | 2006–2007            | S1-S2        |
| Jimmy                        | Robert van Laar      | 2007–2008            | S2           |
| Vera de Kell                 | Elle van Rijn        | 2008                 | S2           |
| Raven van Prijze             | Hugo Metsers         | 2007–2008            | S2           |
| Gran Irene Martens           | Roelie Westerbeek    | 2006–2008            | S1-S2        |
| Uncle Pierre Marant          | René Retèl           | 2006, 2007–2009      | S1-S3        |
| Sarah Winsbrugge-Hennegouwen | Pim Lambeau          | 2006–2007, 2008–2009 | S1, S3       |
| Rufus Malpied                | Just Meijer          | 2006–2007, 2008–2009 | S1, S3-S4    |
| Zeno Terpstra                | Hero Muller          | 2006, 2007–2009      | S1-S4        |
| Ibrahim Tayibi               | Sabri Saad El Hamus  | 2009                 | S3-S4        |
| Trudie Tayibi                | Magda Cnudde         | 2006–2009            | S1-S4        |
| Ellie van Engelen            | Ingeborg Ansing      | 2006–2009            | S1-S4        |
| Victor Rodenmaar senior      | Walter Crommelin     | 2008–2009            | S3-S4        |
| Marijke Rodenmaar            | Trudi Klever         | 2009                 | S4           |
| Ari van Swieten              | Ton Feil             | 2006–2009            | S1-S4        |
| Robbie Lodewijks             | Sander van Amsterdam | 2006–2009            | S1-S4        |
| Anchesenamon                 | Meghna Kumar         | 2009                 | S4           |
| Amneris                      | Ayesha Künzle        | 2007–2008, 2009      | S2, S4       |
| Jacob van den Berg           | Evert van der Meulen | 2009                 | S3-S4        |
| Matthijs van den Berg        | David-Jan Bronsgeest | 2009                 | S3-S4        |

## Episodi
| Stagione         | Episodi | Prima TV Paesi Bassi | Prima TV Italia |
| ---------------- | ------- | -------------------- | --------------- |
| Prima stagione   | 114     | 2006-2007            | Inedita         |
| Seconda stagione | 120     | 2007-2008            | Inedita         |
| Terza stagione   | 120     | 2008-2009            | Inedita         |
| Quarta stagione  | 50      | 2009                 | Inedita         |

## Spin-off
La serie è stata seguita da uno spin-off intitolato Het Huis Anubis en de Vijf van het Magische Zwaard ed incentrato sulle avventure di un altro gruppo di ragazzi che si trasferisce nella casa dopo che i residenti originali se ne sono andati per frequentare il college. Nessuno degli attori della serie originale è apparso nello spin-off.

## Film
La serie ha avuto tre film, ciascuno dei quali con una propria storia, ma con gli stessi attori:
- Het Pad der 7 Zonden (2008)
- De Wraak van Arghus (2009)
- De Terugkeer van Sibuna (2010)

## Remake
La serie ha avuto un remake tedesco intitolato Das Haus Anubis trasmesso a partire dal settembre 2009 su Nickelodeon. È stato girato negli stessi set della serie olandese e sono stati usati anche alcuni degli stessi costumi di scena. Questo remake è quasi completamente identico all'originale, fatta eccezione per i nomi dei personaggi e per alcuni cambiamenti nella storia della seconda stagione. Questo remake è terminato dopo tre stagioni.
Nel 2011 è stato realizzato un remake in lingua inglese intitolato House of Anubis. Essendo stato girato a Liverpool i set (e quindi anche la casa) sono differenti ma quasi tutti i nomi dei personaggi (eccetto Nienke che è diventato Nina, Appie che è diventato Alfie, Jeroen che è diventato Jerome e Joyce che è diventato Joy) sono stati mantenuti. La serie, trasmessa per tre stagioni, ha avuto anche la storia parzialmente riscritta.

## Libri
Le storie della serie:
| Titolo                                | Data di uscita   |
| ------------------------------------- | ---------------- |
| De geheime club van de oude Wilg      | 30 novembre 2006 |
| Het geheim van de Tombe               | 23 maggio 2007   |
| De geheimzinnige vloek                | 10 dicembre 2007 |
| De Uitverkorene                       | 26 maggio 2008   |
| Het geheim van Winsbrugge-Hennegouwen | 12 dicembre 2008 |
| De traan van Isis                     | 27 maggio 2009   |
| De vloek van Anchesenamon             | 27 dicembre 2009 |

Le storie dei film:
| Titolo               | Data di uscita   |
| -------------------- | ---------------- |
| Het pad der 7 Zonden | 15 ottobre 2008  |
| De wraak van Arghus  | 16 dicembre 2009 |

Libri addizionali:
| Titolo                 | Data di uscita  |
| ---------------------- | --------------- |
| Het boek vol mysteries | 1 ottobre 2007  |
| Fanboek                | 18 agosto 2008  |
| Hersenbreker           | 19 ottobre 2009 |
| Spelletjesboek         | 3 febbraio 2010 |